# 性罪犯
性罪犯是指犯下性罪行的人物，由司法機關判罪。性罪犯，俗稱色魔、色狼，不過前後三者有分別。色狼或許只是對性有強烈興趣的好色之徒，如港產片《七擒七縱七色狼》之中的七位男主角，思想企圖越軌而已。而色魔是泛指干涉性罪行的人物，行為如魔鬼，不具人性。色魔行為給受害人身心帶來傷害，包括死亡。常人未審先判濫用色魔、色狼的稱呼，或許對有性好奇的小朋友尊嚴受創，懷疑自己是性罪犯，提問或討論性知識因此成為性禁忌。
在普通法，干犯如下罪行，判罪才稱為性罪犯：
- 強姦
- 亂倫
- 非禮
- 雞姦